# M.A.N.D.Y.
M.A.N.D.Y. ist ein deutsches DJ- und Produzenten-Duo in der elektronischen Musikszene, das aus Philipp Jung und Patrick Bodmer besteht.
Philipp Jung war bereits als Produzent beim Label Eye of the Storm und war darunter auch für die Popband SNAP! tätig. 2002 entstand das Berliner Label Get Physical Music. Das Kollektiv besteht aus sechs Produzenten der elektronischen Musik- und Clubkulturszene. Es sind neben M.A.N.D.Y. die Produzenten und Studiobetreiber Booka Shade (Walter Merziger, Arno Kammermeier, Peter Hayo) und der DJ Thomas Koch (DJ T.). M.A.N.D.Y. haben bereits u. a. für die Künstler Sugababes, Röyksopp und Fisherspooner Remixe angefertigt. Der Track Body Language (zusammen mit Booka Shade) wurde als Ibiza Track of the Season 2005 bezeichnet und für mittlerweile über 100 Compilations lizenziert.

## Diskographie (Auszug)
- Put Put Put, 2002
- Body Language, 2005
- At The Controls Mix CD, 2006
- Body Language Vol. 1 Mix Compilation, 2006
- Ibiza 07 With M.A.N.D.Y. (Mixmag), 2007
- Roxy Music Remix, 2007
- The Knife Remix, 2007
- Oh Superman, 2008
- Fabric Mix Compilation, 2008
- Renaissance The Mix Collection, 2009
- Rockers Hi-Fi Remix, 2009
- Double Fantasy, 2016